# فيل بولجر
فيل بولجر (بالإنجليزية: Phil Bolger)‏ هو مهندس أمريكي، ولد في 3 ديسمبر 1927 في غلوستر في الولايات المتحدة، وتوفي في 24 مايو 2009.